# Türkmengala
 Türkmengala è la città capoluogo dell'omonimo distretto situato nella provincia di Mary, in Turkmenistan.